# Taboo (série de films)
Pour les articles homonymes, voir Taboo (homonymie).
Taboo est une série de films pornographiques américains, tournée dans les années 1980, qui met en scène des rapports incestueux (fictifs) entre une mère et son fils. L'actrice principale, Kay Parker, joue dans les premiers volets le rôle de la mère ; les films de la série ont été dirigés par Kirdy Stevens, ainsi que d'autres réalisateurs de films pour adultes.
Le scénario, qui a suscité une controverse lorsque le premier film est sorti, raconte l'histoire d'une femme, abandonnée par son mari, qui séduit son fils adolescent. Ce film est devenu l'un des plus gros succès du genre dans le monde entier, et de nombreuses suites furent réalisées, avec, toujours, des histoires tournant autour de l'inceste.
Durant l'été 2006, Standard Digital (devenu depuis Addictive Entertainment) a ressorti les six premiers volumes de la série sur un DVD pourvu d'un boîtier en métal coloré.

## Filmographie

### Taboo(1980)
- Acteurs et actrices : Kay Parker, Mike Ranger, Juliet Anderson, Ron Jeremy, Betsy Ward, Brooke West, Don Fernando, Dorothy LeMay, Gary Eberhart, Holly McCall, Jeff Scott, Jeremia Jones, Jesse Adams, Ken Scudder, Lee LeMay, Michael Morrison, Miko Yani, RJ Reynolds, Sarah Harris, Starr Wood, Tawny Pearl, TJ Carson, Turk Lyon, Valerie Darlyn
- Directeur : Kirdy Stevens
- Studio : Addictive Entertainment (DVD), VCX (VHS)
- Synopsis : Barbara (Kay Parker) voit son mari la quitter après une dispute entre eux. Il la laisse seule avec son fils, Paul. Frustrée et désireuse de trouver un nouvel homme, Barbara se rend à une blind date avec un homme qui l'invite à une partouze. Pendant ce temps, Paul couche avec sa petite amie, mais semble cependant avoir quelques désirs œdipiens... Barbara refuse de participer à la partouze et rentre chez elle. Bien qu'elle n'ait pas participé, le spectacle de la partouze a éveillé son désir et la pousse à rejoindre son fils dans son lit, après quoi elle le séduit et couche avec lui. Par la suite, Barbara entame une relation avec son patron, Jerry Morgan, mais continue à coucher avec son fils.

En dépit d'un scénario plutôt inhabituel, Taboo devient rapidement l'un des films pour adultes les plus vendus au monde.

### Taboo 2(1982)
Reprenant peu ou prou le même genre de scénario que le premier film, Taboo 2 répond au succès de celui-ci et on y trouve quelques-unes des plus grandes stars de l'industrie pornographique de l'époque.
- Acteurs et actrices : Dorothy LeMay, Ed Ferraz, Kay Parker, Eric Edwards, Honey Wilder, Juliet Anderson, Brooke West, Cara Lott, Craig Roberts, Crystal Dawn, David Cannon, Edward Dean, KC Valentine, Laura Lazare, Lee Cummings, Linda Shaw, Michelle, Rochelle Dean, Rod Diamond, Ron Jeremy, Tammy
- Directeur : Kirdy Stevens
- Studio : Addictive Entertainment (DVD)
- Synopsis : de l'extérieur, les McBride ressemblent à n'importe quelle famille d'américains moyens. En réalité, elle est dysfonctionnelle : les parents, Joyce (Honey Wilder) et Greg (Eric Edwards), ne parviennent plus à s'apprécier au lit, tandis que leur fils, Junior (Kevin James), a séduit sa sœur Sherry (Dorothy LeMay). Lorsque Joyce surprend ses enfants ensemble au lit, Greg la séduit également. À la fin du film, Sherry séduit son père et l'attirance des époux l'un envers l'autre est restaurée. Barbara Scott (Kay Parker) et Gina (Juliet Anderson), personnages issus du premier film, n'ont que des rôles mineurs.

### Taboo 3 - The Final Chapter(1984)
- Acteurs et actrices : Kay Parker, Honey Wilder, Jerry Butler, Lisa Lake, Blake Palmer, Angel West, Colleen Brennan, Kristara Barrington, Marc Wallice, Pamela Mann
- Directeur : Kirdy Stevens
- Studio : Addictive Entertainment (DVD)
- Synopsis : Paul, le fils de Barbara Scott, se sépare d'elle. Barbara se rabat alors sur son second fils, Jimmy (Jerry Butler), et devient jalouse de sa petite amie. Elle se confie à son amie Joyce McBride, qui lui explique avoir des relations avec son fils Brian (Blake Palmer). Jimmy et Brian aident un groupe de rock à préparer un enregistrement studio ainsi qu'une tournée de concerts, ce qu'ils font en organisant une partouze réservée aux musiciens du groupe et aux membres du label avec qui ils ont signé. Plus tard, après une nuit passée avec Joyce, Jimmy décide de la quitter et séduit sa mère.

### Taboo 4 - The Younger Generation(1985)
- Acteurs et actrices : Ginger Lynn, Jamie Gillis, Cyndee Summers, Greg Ruffner, Honey Wilder, John Leslie, Karen Summer, Kay Parker, Kevin James, Robin Cannes, Amy Rogers, Ed Ferraz
- Directeur : Kirdy Stevens
- Studio : Addictive Entertainment (DVD)
- Synopsis : le docteur Jeremy Lodge (Jamie Gillis), psychologue et père de famille très strict, a placé ses deux filles en internat. L'aînée, Naomi (Karen Summers) est surprise en train de coucher avec une autre élève dans son dortoir et se fait renvoyer de l'école. Lorsque les deux sœurs rentrent chez elles, le Dr Lodge découvre que sa femme l'a trompé avec son frère (John Leslie) et la chasse de chez lui. Naomi décide de vivre avec sa mère et son oncle (dont on apprendra plus tard qu'il est en réalité son vrai père), tandis que Robin (Ginger Lynn), la cadette, décide de rester avec son père. Naomi séduit son oncle et couche avec lui, tandis que Robin développe une attirance nouvelle pour son père. Celui-ci crée un groupe d'aide aux victimes de l'inceste : parmi ses patients, on retrouve Joyce McBride et Barbara Scott, qui n'apparaissent dans le film qu'au cours de brefs flashbacks. Finalement, le Dr Lodge séduit Robin alors qu'elle dort et couche avec elle, après quoi il la déclare sa femme, et tous deux échangent des vœux.

### Taboo 5 - The Secret(1987)
- Acteurs et actrices : Colleen Brennan, Amber Lynn, Porsche Lynn, Karen Summer, Jamie Gillis, Bryan Kelt, Kevin James, Lorrie Lovett, Joey Silvera, Billy Dee, Shone Taylor et Buck Adams.
- Réalisateur : Kirdy Stevens
- Studio : Addictive Entertainment (DVD)

### Taboo 6 - The Obsession(1988)
- Acteurs et actrices : Nina Hartley, Alicia Monet, Joey Silvera, Krista Lane, Scott Irish, Tiffany Storm, Frank James, Brittany Morgan, Gina Gianetti
- Directeur : Kirdy Stevens
- Studio : Addictive Entertainment (DVD)

### Taboo 7 - The Wild And The Innocent(1989)
- Acteurs et actrices : Bonnie Walker, Karen Stronger, Kitty Shayne, Lynx Canon, Lysa Thatcher, Mai Lin, Polly Wagner, Suzanne French, Tigr, Herschel Savage, Jamie Gillis, Jesse Adams, Jim Malibu, M. Eglud, R. Balder, R. Tynan, Randy West
- Directeur : Kirdy Stevens
- Studio : Metro/Cal-Vista

### Taboo 8(1990)
- Acteurs et actrices : Sunny McKay, Michelle Monroe, Joey Silvera, Peter North, Barry McKay, Henri Pachard, Mike Horner, Randy West, Rayne, Carol Masters
- Produit par Richard Mailer
- Directeur : Henri Pachard
- Studio : Metro/Cal-Vista

### Taboo 9(1991)
- Acteurs et actrices : Alicyn Sterling, Alexandra Quinn, Barbara Doll, Barby Doll, Bethany Simms, Big Red, Buck Adams, Dan Cooper, EZ Ryder, Fallon, Flame, Gino Colbert, Holly Ryder, Jamie Gillis, Kay Parker, Kid Creole, Kimberly Todd, Krome Helmut, Kym Wilde, PJ Sparxx, Raven, Sam Abdul, Terry Rose, Tom Byron, Tom Chapman, Tom Elliot
- Directeur : Alex De Renzy
- Studio : Metro/Cal-Vista

### Taboo 10(1992)
- Acteurs et actrices : Brooke Ashley, Bionca, Alan C. Bosshardt, Teri Diver, Flame, Cal Jammer, Heather Lere, Mona Lisa, Tiffany Mynx
- Directeur : Fred J. Lincoln
- Studio : Metro/Cal-Vista

### Taboo 11(1994)
- Acteurs et actrices : Flame, Jonathan Morgan, Kay Parker, Marc Wallice, Melanie Moore, Mona Lisa, Sunset Thomas, Teri Diver, Kay Parker
- Directeur : F. J. Lincoln
- Studio : Metro/Cal-Vista

### Taboo 12(1994)
- Acteurs et actrices : Misty Rain, Draghixa, Jasper, Brittany O'Connell, Chaz Vincent, Nicole London, Samantha York, Pamela Dee, Cosmo, Buck Adams, Joey Silvera, Tom Byron, J.D. Ferguson
- Directeur : F. J. Lincoln
- Studio : Metro/Cal-Vista

### Taboo 13(1994)
- Acteurs et actrices : Julia Ann, Asia Carrera, Barbara Doll, Sydney Dance, Pamela Dee, Samantha York, Chaz Vincent, Nicole London, Buck Adams, Steve Drake, Jonathan Morgan, Tom Byron, Nick East, Ian Daniels, Cosmo, J.D. Ferguson, Martin London, Dizzy
- Directeur : F. J. Lincoln
- Studio : Metro/Cal-Vista

### Taboo 14(1995)
- Acteurs et actrices : Anna Malle, Melissa Hill, Laura Palmer, Serenity, Melissa Monet, Gina Delaney, Candi Connor, Vince Voyeur, Jon Dough, Mike Horner
- Directeur : F. J. Lincoln
- Studio : Metro/Cal-Vista

### Taboo 15(1995)
- Acteurs et actrices : Ariana, Dallas, Jenteal, Misty Rain, P.J. Sparxx, Porsche Lynn, Serenity, Tammi Ann, Joey Silvera, Michael J. Cox, Tom Byron, Vince Voyeur
- Directeur : Fred J. Lincoln
- Studio : Metro/Cal-Vista

### Taboo 16(1996)
- Acteurs et actrices : Shyla Foxxx, Nici Sterling, Yasmine Pendavis, Ember Haze, Vince Voyeur, Randy West, Kim Kataine, Roxanne Hall, Julian St. Jox, John Decker, Laura Palmer, L.T. Dee, Colt Steele
- Directeur : F.J. Lincoln
- Studio : Metro/Cal-Vista

### Taboo 17(1997)
- Acteurs et actrices : Misty Rain, Roxanne Hall, Sydnee Steele, Inari Vachs, Caressa Savage, Julian
- Directeur : Michael Zen
- Studio : Metro/Cal-Vista

### Taboo 18(1998)
- Acteurs et actrices : Missy, Chloe Nichole, Katie Gold, Mila, Johnni Black, Tony Tedeschi, Mark Davis, Michael J. Cox, Julian
- Directeur : Michael Zen
- Studio : Metro/Cal-Vista

### Taboo 19(1998)
- Acteurs et actrices : Melanie Stone, Madison Stone|Madison, Amber Michaels, Mark Davis, Chloe, Byron Long, Vince Voyeur, Dave Cummings, Brian Surewood, Johnny Appleseed
- Directeur : Michael Zen
- Studio : Metro/Cal-Vista

### Taboo 2001: Sex Oddyssey(2002)
- Acteurs et actrices : Nicole Sheridan, Ava Vincent, Aurora Snow, Brianna Blaze, Kiki Daire, Brandy Nash, Joel Lawrence
- Directeur : James Avalon
- Studio : Metro/Cal-Vista

### Taboo 21(2004)
- Acteurs et actrices : Melanie Stone, Steven St. Croix, Barrett Blade
- Directeur : Red Ezra
- Studio : Metro/Cal-Vista

### Taboo 22(2006)
- Acteurs et actrices : August Night, Ava Rose, Brooke Haven, Carli Banks, Celeste Star, Charlie Laine, Faith Leon, Neveah
- Directeur : D. Cypher
- Studio : Metro/Cal-Vista

### Taboo 23(2007)
- Acteurs et actrices : Audrey Bitoni, Ben English, Penny Flame, Mya Luanna, Gina Lynn, Sammie Rhodes, Sandra Romain, Richelle Ryan
- Directeur : Anton Slayer
- Studio : Metro/Cal-Vista

## Récompenses
| Année | Récompense        | Catégorie                           | Acteur/actrice            | Film       |
| ----- | ----------------- | ----------------------------------- | ------------------------- | ---------- |
| 1985  | AFAA Award        | Meilleur acteur                     | John Leslie               | Taboo 4    |
| 1987  | AVN Award         | Meilleur contenu à caractère sexuel |                           | Taboo 4    |
| 1987  | XRCO Award        | Meilleure actrice                   | Amber Lynn                | Taboo 5    |
| 1989  | AVN Award         | Meilleure musique                   |                           | Taboo 6    |
| 2002  | AVN Award         | Meilleure scène anale               | Nicole Sheridan et Voodoo | Taboo 2002 |
| 2002  | AVN Award         | Meilleure campagne marketing        |                           | Taboo 2002 |
|       | XRCO Hall of Fame | induction                           |                           | Taboo      |